# Cornes d'or de Gallehus
Ne doit pas être confondu avec Cône d'or d'Avanton.
Les cornes d'or de Gallehus sont deux artéfacts archéologiques en forme de corne, trouvés au Danemark et datés du Ve siècle de notre ère. Elles sont constituées de plusieurs segments faits d'une double feuille d'or et sont décorées de figures et d'inscriptions.

## Historique
Les cornes d'or de Gallehus ont été découvertes à Gallehus, au nord de Møgeltønder, dans le Jutland du Sud, au Danemark, le 20 juillet 1639 par la dentelière Kirstine Svensdatter et le 21 avril 1734 par l'agriculteur Jerk Lassen. Elles se trouvaient à 15-20 m de distance l'une de l'autre.
En 1802, elles sont volées et refondues, si bien que les cornes originelles sont perdues et ne nous sont connues que par les dessins réalisés lors de leur découverte. C'est à partir de ces dessins que sont fabriquées les copies actuelles.

## Description
Elles sont constituées de plusieurs segments jointifs faits de deux couches de feuilles d'or. La feuille interne est un alliage d'or et d'argent, tandis que la feuille externe est en or pur. Les cornes sont décorées de figures et d'inscriptions en langue proto-germanique.
Elles présentent des figures anthropomorphes, zoomorphes issues de différentes traditions et ce dans des scènes de danse des guerriers.La plus petite corne porte l'inscription runique de la signature de son auteur : Hlewagastiz Holtijaz.
La plus longue des deux cormes à une longueur de 75,8 cm, un diamètre de 10,4 cm, et pèse 3,2 kg.

## Datation
Les cornes sont datées du début du Ve siècle de notre ère, soit le début de l'âge du fer germanique.

## Interprétation
Elles pourraient avoir servi de cornes à boire de luxe, ou éventuellement de trompes sonores.
Leur signification reste toutefois incertaine car il pourrait aussi simplement s'agir d'objets d'apparat.

## Conservation
Les cornes originales ont été volées et fondues en 1802, mais des copies ont été réalisées au XIXe siècle d'après des dessins anciens. Celles-ci sont exposées au Musée national du Danemark, à Copenhague.